# Blue (Schiff, 1937)
Die Blue, auch USS Blue (Kennung: DD-387), war ein Zerstörer der Bagley-Klasse der US-amerikanischen Marine, der von 1937 bis 1942 in Dienst stand.

## Geschichte
Das nach Rear Admiral Victor Blue (1865–1928) benannte Schiff wurde 1937 durch Miss Kate Lilly Blue, eine Schwester des Namensgebers, getauft und am 14. August 1937 durch Lieutenant Commander J. Wright in Dienst gestellt.
Nachdem das Schiff ein Jahr lang Ausbildungsfahrten an der Ostküste der Vereinigten Staaten und in der Karibik durchgeführt hatte, wurde es im August 1938 in den Pazifik verlegt, um dort die Position des Flaggschiffes der DesDiv 7 (Destroyer Division 7) in der DESRON 4 (Destroyer Squadron 4) zu übernehmen. Heimathafen war der Flottenstützpunkt Pearl Harbor auf Hawaii. Es folgten Ausbildungsfahrten im Bereich zwischen der Westküste und Hawaii-Inseln, die bis zum April 1940 andauerten. Bis zum Kriegsausbruch mit Japan blieb der Zerstörer in Pearl Harbor stationiert, das er nur zu einer Überholung im Puget Sound Navy Yard (Februar–März 1941) mit anschließenden Ausbildungsfahrten in den Gewässern vor San Diego verließ. Letztere dauerten bis April 1941, danach kehrte das Schiff nach Hawaii zurück und wurde wieder Flaggschiff der DesDiv 7.
Der japanische Angriff auf Pearl Harbor am 7. Dezember 1941 überraschte die Blue an ihrem Liegeplatz. Das Schiff konnte den angegriffenen Bereich jedoch trotz verminderter Besatzungsstärke (es waren lediglich vier rangniedere Offiziere – Ensigns – an Bord) ohne Beschädigungen verlassen und sich in die Küstengewässer retten. In diesen Gewässern führte die Blue dann bis zum Januar 1942 Patrouillenfahrten durch.
Im Jahre 1942 gehörte das Schiff zunächst zum Zerstörerschirm um den Flugzeugträger Enterprise, von dem aus am 1. Februar 1942 Luftangriffe gegen Wotje, Maloelap, Kwajalein, Marshall Islands und am 24. Februar gegen  Wake Island geflogen wurden.
Von März bis Juni 1942 fuhr die Blue im Geleitzugdienst zwischen Pearl Harbor und San Francisco und verlegte dann nach Wellington, wo sie am 18. Juli 1942 eintraf. Am 7. August wurde sie der  Task Group 62.2  (TG 62.2) zur Feuerunterstützung und für Sicherungsaufgaben zugewiesen. Obwohl die Blue in Bereitschaft lag, griff sie nicht aktiv in die Schlacht von Savo Island am 9. August ein, war jedoch danach an der Rettung der Schiffbrüchigen des Kreuzers HMAS Canberra beteiligt.
Nach Patrouillenfahrten vor Nouméa und  Neukaledonien vom 13. bis zum 17. August fuhr die Blue nach Guadalcanal, wo sie am 21. August eintraf. Während einer Patrouillenfahrt im "Ironbottom Sound" wurde das Schiff am 22. August um 03:59 Uhr von einem Torpedo des japanischen Zerstörers Kawakaze getroffen. Die Explosion zerstörte die Antriebsanlage und weitere lebenswichtige Teile des Schiffes, neun Mann der Besatzung wurden hierbei getötet, weitere 21 verwundet. Während des 22. und 23. August unternahm man vergebliche Versuche, den Zerstörer nach Tulagi einzuschleppen. Dies wurde schließlich aufgegeben und die Blue am gleichen Tag um 22:21 Uhr selbstversenkt.

## Ehrungen
Die USS Blue erhielt insgesamt fünf Battle Stars für ihre Einsätze während des Krieges.

## Anmerkung
Die USS Blue (DD-387) ist bisher das einzige Schiff, das nach Victor Blue benannt ist. Der Zerstörer USS Blue (DD-744) wurde nach einem anderen Marineoffizier gleichen Nachnamens benannt.